# Khondsch (Verwaltungsbezirk)
Khondsch (persisch شهرستان خنج) ist ein Schahrestan in der Provinz Fars im Iran. Er enthält die Stadt Khondsch, welche die Hauptstadt des Verwaltungsbezirks ist. 

## Demografie
Bei der Volkszählung 2016 betrug die Einwohnerzahl des Schahrestan 41.359. Die Alphabetisierung lag bei 86 Prozent der Bevölkerung. Knapp 46 Prozent der Bevölkerung lebten in urbanen Regionen.
| Zensusjahr | Einwohnerzahl |
| ---------- | ------------- |
| 2011       | 41.133        |
| 2016       | 41.359        |